# Varanus caerulivirens
Varanus caerulivirens — вид плазунів з родини варанових. Належить до підроду Euprepiosaurus.

## Морфологічна характеристика
Це помірно великий, стрункий варан. Верхня частина голови, шия, зовнішні частини кінцівок і хвіст від насичено-коричневого до чорного і інтенсивно поцятковані дрібними жовтими плямами. На спині ці плями розташовані похилими ділянками зі змінною інтенсивністю, створюючи таким чином характерний поперечно-смуговий дорсальний малюнок. Знизу цей варан брудно-білий. На скронях є характерна жовта смуга, що тягнеться від ока до верхнього краю барабанної перетинки. Язик рожевий; лише кінчики та невизначена ділянка за точкою біфуркації темно пігментовані. Хвіст має невиразний темно-коричневий/чорний колір із жовтуватими смугами, без синьої пігментації. Хвіст V. cerambonensis стиснутий з боків і має подвійний кіль уздовж дорсальної вершини. Найбільший екземляр мав загальну довжину 98 см. 
Забарвлення молодняку помітно відрізняється від забарвлення дорослих особин. Спинний малюнок складається з чорних очок, що містять жовтий центр. Ці жовті плями займають від 5 до 12 лусочок кожна. Жовта скронева смуга дещо густіша і навіть більш контрастна, ніж у дорослих особин. Весь язик рожевий. Отже, дорсальний малюнок і забарвлення язика змінюються в онтогенезі.

## Середовище проживання
Цей вид поширений на індонезійських островах Хальмахера, Бакан, Моротаї і Обі. Зустрічається в низинах до 650 м над рівнем моря. Схоже, що це принаймні частково деревний вид, можливо, мешкає в рівнинних тропічних лісах. Weijola (2010) повідомляє, що він зустрічається в більшості місць існування (за винятком надзвичайно порушених територій); до них належать первинні та вторинні ліси, насадження.
Цю водяну ящірку зазвичай бачать, коли вона гріється на скелях, колодах, деревах і гілках, що нависають над річками, болотами та лагунами. 

## Спосіб життя
Поживою служать краби, багатоніжки, таргани, жуки, скінки, яйця рептилій.

## Використання
Повідомлялося про цей вид у міжнародній торгівлі домашніми тваринами.

## Загрози й охорона
Можливо, екстремальне руйнування середовища існування, особливо суцільна рубка, що призводить до повного знищення лісів, є загрозою для деяких популяцій цього виду, але це потребує підтвердження. Крім того, на Халмахері ведеться видобуток корисних копалин, який може локально впливати на деякі субпопуляції. Субпопуляції присутні в національному парку Акетаджаве-Лолобата та, можливо, в деяких традиційних районах спільноти, що охороняються на місцевому рівні. Цей вид включено до Додатку II CITES.